# Ligne de Drammen
La ligne de Drammen (Drammenbanen en norvégien) , à l'origine Christiania - Drammen, puis Kristiania - Drammen, est une ligne de chemin de fer qui relie Oslo à Drammen. La ligne a été inaugurée le 7 octobre 1872.

## Histoire
La ligne était à voie étroite, l'écartement des rails était de 1 067 mm, comme la plupart des voies au XIXe siècle en Norvège. La ligne a été modernisée et renouvelée dans les années 1910 : écartement normal (1435 mm), électrification, doublure du tronçon entre Sandvika et Oslo. La ligne comme ligne à voie standard a été inaugurée le 11 février 1920.
En 1973, le Lieråstunnelen, tunnel de 10,7 km de long, a permis une réduction radicale du temps de déplacement.
La ligne d'Asker, dont le dernier tronçon fut inauguré en août 2011, est parallèle à la ligne de Drammen entre Lysaker et Asker. Elle  soulage la ligne de Drammen des problèmes de capacité qui ont eu lieu sur ce tronçon.

## Gares desservies
- Oslo
- Nationaltheatret
- Skøyen
- Lysaker
- Stabekk
- Høvik
- Blommenholm
- Sandvika
- Slependen
- Billingstad
- Hvalstad
- Vakås
- Høn
- Asker
- Lier
- Brakerøya
- Drammen